# Lycosa skeeti
Lycosa skeeti este o specie de păianjeni din genul Lycosa, familia Lycosidae, descrisă de Robert Henry Pulleine în anul 1922.
Este endemică în South Australia. Conform Catalogue of Life specia Lycosa skeeti nu are subspecii cunoscute.